# Alexander Gorgon
Alexander Gorgon (* 28. Oktober 1988 in Wien) ist ein österreichischer Fußballspieler mit polnischen Wurzeln.

## Karriere

### Verein
Alexander Gorgon begann seine Karriere im Alter von fünf Jahren  bei der Austria und durchlief alle Jugendteams der Veilchen, zu der auch die ehemalige Frank-Stronach-Fußballakademie gehörte. Im Sommer 2006 wurde Gorgon in den Kader der FK Austria Wien Amateure aufgenommen, für die er unter Trainer Thomas Janeschitz am 17. November 2006 gegen den LASK Linz sein Debüt in der Ersten Liga gab. Eine langwierige Verletzung setzte Gorgon zwischen Jänner 2008 und Jänner 2010 außer Gefecht. Ein erfolgreiches Comeback folgte in der Frühjahrssaison 2010.
Seit Sommer 2010 stand Gorgon im Aufgebot der Profimannschaft von Austria Wien. Sein Debüt in der österreichischen Bundesliga feierte Gorgon am 2. Oktober 2010 im Heimspiel gegen Sturm Graz. 2013 wurde Gorgon, als Stammspieler, mit der Austria Meister. Im selben Jahr verpasste er die UEFA Champions League wegen einer schweren Schienbeinverletzung, wodurch er 6 Monate nicht spielen konnte.
2014 machte Gorgon nach 17 Sekunden das schnellste Tor des Wiener Derbys gegen Rapid, Endstand 2:2.
Im August 2016 wechselte Gorgon nach Kroatien zum HNK Rijeka. In vier Jahren in Kroatien kam er zu genau 100 Einsätzen für Rijeka in der 1. HNL, in denen er 33 Tore erzielte. Zur Saison 2020/21 wechselte er nach Polen zu Pogoń Stettin, wo er einen bis Juni 2023 laufenden Vertrag erhielt. In Stettin absolvierte er 92 Spiele in der Ekstraklasa und traf dabei 20 Mal.
Im Jänner 2025 kehrte Gorgon nach Österreich zurück und wechselte zum Bundesligisten SCR Altach, bei dem er einen bis 2026 laufenden Vertrag erhielt.

### Nationalmannschaft
Nachdem er 2007 in den Amateurkader der Austria gekommen war, wurde Teamchef Paul Gludovatz auf ihn aufmerksam und er wurde in den U-20 Nationalkader berufen. Beim 1:0-Sieg gegen Deutschland am 5. September 2007 stand er 34 Minuten auf dem Platz. Dies blieb Gorgons bisher einziger Einsatz in einer Auswahlmannschaft. Er zeigt sich außerdem nicht abgeneigt einmal für Polen aufzulaufen.

## Sonstiges
Sein Vater Wojciech Gorgoń war als Fußballspieler unter anderem bei Wisła Krakau und Zagłębie Sosnowiec sowie ab zirka 1990 als Fußballschiedsrichter in Österreich aktiv. Alexander Gorgon ist verheiratet und Vater zweier Kinder.

## Erfolge
FK Austria Wien
- Österreichischer Meister: 2013

HNK Rijeka
- Kroatischer Meister: 2017

- Kroatischer Pokalsieger: 2017, 2019, 2020